# 王兆国
王 兆国（おう ちょうこく、ワン・ヂャオグオ、1941年7月 - ）は中華人民共和国の政治家。第16期・第17期中国共産党中央政治局委員。第8期・第9期全国政治協商会議副主席を経た後、2003年3月から2013年3月1日まで、第11期全国人民代表大会常務委員会副委員長、党組副書記、中華全国総工会執行委員会主席を務めた。漢族。

## 概要
1961年から1966年にかけてハルビン工業大学動力機械学部で学ぶ。専攻はタービン。在学中の1965年12月に中国共産党入党。
1968年から武漢第二自動車製造工場に勤務。同工場の党委員会書記をしていた1982年9月、文化大革命の際に四人組を批判した政治的姿勢が鄧小平に評価され、第12期1中全会で中央委員に、11月には中国共産主義青年団中央書記処書記第一書記に就任する。当時胡錦濤は書記として王兆国の部下であった。1984年、党中央弁公庁主任となり、さらに翌年、党中央書記処書記に任命された。なお、王兆国が中央弁公庁主任であったとき、副主任を務めていたのは温家宝であった。王兆国は胡錦濤・温家宝ら第4世代の筆頭として、その未来は明るいものと見られた。
ところが、長老たちが享受していた様々な特権を廃止すると提案したことで怒りを買い、1987年には中央弁公庁主任を解任される。さらに胡耀邦が失脚した際の発言が不興を買い、福建省長に転出した。1990年には国務院台湾事務弁公室主任として中央に戻る。1992年、党中央統一戦線部長に就任し、翌1993年には第8期全国政治協商会議副主席に選出される。一方の胡錦濤は1992年の第14回党大会で最年少で末席ながら政治局常務委員に選出され、第4世代の筆頭が胡錦濤となったことを印象付けた。
2002年の第16回党大会で中央政治局委員。2003年3月、全国人民代表大会副委員長に就任。同年、労働組合の全国的組織である中華全国総工会主席を兼任。全国政治協商副主席というポストは事実上の名誉職であり、葉選平、董建華などが失脚の後にこのポストに就いている。ここから表舞台である政治局、全人代などに復活することは極めてまれである。同時期に引退した江沢民が影響力を残すために強い推薦があった。
2008年3月、全人代副委員長に再選される。
2013年3月1日、中華総工会主席職を退任して後任には李建国全人代副委員長を充てた。
第12期から17期中央委員。第16期、第17期中央政治局委員。

## 外部サイト
- 新華社による履歴

| 先代丁関根 | 国務院台湾事務弁公室主任1990年 - 1996年 | 次代陳雲林 |

| 先代胡平 | 福建省長1987年 - 1990年 | 次代賈慶林 |

| 先代丁関根 | 中央統一戦線部長1992年 - 2002年 | 次代劉延東 |

| 先代喬石 | 中央弁公庁主任1984年 - 1986年 | 次代温家宝 |

| 先代韓英 | 中国共産主義青年団 中央書記処第一書記1982年 - 1984年 | 次代胡錦濤 |

| 先代尉健行 | 執行委員会主席2002年 - 2013年 | 次代李建国 |